# 蒙特爾·凡特維斯·波特
蒙特爾·凡特維斯·波特（英語：Montel Vontavious Porter，1973年10月28日—），本名哈桑·哈敏·阿薩德（英語：Hassan Hamin Assad），出生名為小阿爾文·柏克（英語：Alvin Burke, Jr.），是美國職業摔角選手，較為人知的是他的擂台名MVP。蒙特爾·凡特維斯·波特成名的時期是在世界摔角娛樂及新日本職業摔角，目前受聘於世界摔角娛樂，隸屬於Raw品牌。

## 冠軍及成就
- 新日本職業摔角
  - IWGP洲際冠軍（英语：IWGP Intercontinental Championship）（一次）[8]
- 職業摔角畫報
  - PWI 500-第23名（2008年）[9]
- 世界摔角聯盟 / 世界摔角娛樂
  - WWE雙打冠軍（一次）[10]
  - WWE美國冠軍（兩次）[11][12]
- 摔角觀察通訊獎（英语：Wrestling Observer Newsletter awards）
  - 最佳進步摔角手（2007年）[13]
  - 最不看好摔角手（2008年）[13]